# 巴克桑河
巴克桑河是俄羅斯的河流，位於卡巴爾達-巴爾卡爾共和國，屬於馬爾卡河的右支流，河道全長173公里，流域面積6,800平方公里，發源自厄爾布魯士峰的冰川，河畔城鎮有特爾內奧茲和巴克桑。